# IGA U.S. Indoor Championships 1999
L'IGA U.S. Indoor Championships 1999 è stato un torneo di tennis giocato sul cemento indoor.
È stata la 14ª edizione del torneo, che fa parte della categoria Tier III nell'ambito del WTA Tour 1999.
Si è giocato al The Greens Country Club di Oklahoma City negli USA, dal 22 al 28 febbraio 1999.

## Campionesse

### Singolare
Venus Williams ha battuto in finale  Amanda Coetzer con il punteggio di 6–4, 6–0

### Doppio
Lisa Raymond /  Rennae Stubbs hanno battuto in finale  Amanda Coetzer /  Jessica Steck con il punteggio di 6–3, 6–4